# Anyperodon leucogrammicus
Anyperodon leucogrammicus (Valenciennes, 1828), unica specie del genere Anyperodon, è un pesce d'acqua salata appartenente alla famiglia Serranidae.

## Distribuzione e habitat
Proviene dalle barriere coralline dell'oceano Pacifico, dell'oceano Indiano e del Mar Rosso.

## Alimentazione
Si nutre di pesci, soprattutto triglie, e di invertebrati come crostacei e foraminiferi.